# Judô nos Jogos Paralímpicos de Verão de 2012 - Mais de 100 kg masculino
A competição de judô na categoria mais de 100 kg masculino foi disputada no dia 1 de setembro no Complexo ExCel, em Londres.

## Medalhistas
| Ouro   | JPN Kento Masaki                                  |
| Prata  | CHN Wang Song                                     |
| Bronze | CUB Yangaliny Jiménez Domínguez AZE Ilham Zakiyev |

## Formato de competição
Participam da competição 12 atletas. 8 atletas lutam na fase preliminar e 4 passam direto às quartas de final. Se um atleta que passar da fase preliminar derrotar seu oponente nas quartas de final, seus dois adversários devem se enfrentar pelo direito de disputar o bronze.

## Resultados

### Chave A1
|  | Fase preliminar    | Fase preliminar    | Fase preliminar |  |  | Quartas de final   | Quartas de final   | Quartas de final |
|  |                    |                    |                 |  |  |                    |                    |                  |
|  | HUN Gabor Papp     | HUN Gabor Papp     | 000             |  |  |                    |                    |                  |
|  | BRA Willians Silva | BRA Willians Silva | 002             |  |  | BRA Willians Silva | BRA Willians Silva | 0011             |
|  |                    |                    |                 |  |  | IRI Hamzeh Nadri   | IRI Hamzeh Nadri   | 000              |
|  |                    |                    |                 |  |  |                    |                    |                  |
|  |                    |                    |                 |  |  |                    |                    |                  |
|  |                    |                    |                 |  |  |                    |                    |                  |
|  |                    |                    |                 |  |  |                    |                    |                  |

### Chave A2
|  | Fase preliminar   | Fase preliminar   | Fase preliminar |  |  | Quartas de final     | Quartas de final     | Quartas de final |
|  |                   |                   |                 |  |  |                      |                      |                  |
|  | KOR Jung-Min Park | KOR Jung-Min Park | 0001            |  |  |                      |                      |                  |
|  | CHN Wang Song     | CHN Wang Song     | 100             |  |  | CHN Wang Song        | CHN Wang Song        | 020              |
|  |                   |                   |                 |  |  | VEN Williams Montero | VEN Williams Montero | 0003             |
|  |                   |                   |                 |  |  |                      |                      |                  |
|  |                   |                   |                 |  |  |                      |                      |                  |
|  |                   |                   |                 |  |  |                      |                      |                  |
|  |                   |                   |                 |  |  |                      |                      |                  |

### Chave B1
|  | Fase preliminar     | Fase preliminar     | Fase preliminar |  |  | Quartas de final                | Quartas de final                | Quartas de final |
|  |                     |                     |                 |  |  |                                 |                                 |                  |
|  | FRA Julien Taurines | FRA Julien Taurines | 000             |  |  |                                 |                                 |                  |
|  | CAN Tony Walby      | CAN Tony Walby      | 100             |  |  | GER Tony Walby                  | GER Tony Walby                  | 0001             |
|  |                     |                     |                 |  |  | CUB Yangaliny Jimenez Dominguez | CUB Yangaliny Jimenez Dominguez | 101              |
|  |                     |                     |                 |  |  |                                 |                                 |                  |
|  |                     |                     |                 |  |  |                                 |                                 |                  |
|  |                     |                     |                 |  |  |                                 |                                 |                  |
|  |                     |                     |                 |  |  |                                 |                                 |                  |

### Chave B2
|  | Fase preliminar    | Fase preliminar    | Fase preliminar |  |  | Quartas de final  | Quartas de final  | Quartas de final |
|  |                    |                    |                 |  |  |                   |                   |                  |
|  | RUS Gaydar Gadarov | RUS Gaydar Gadarov | 000             |  |  |                   |                   |                  |
|  | AZE Ilham Zakiyev  | AZE Ilham Zakiyev  | 100             |  |  | AZE Ilham Zakiyev | AZE Ilham Zakiyev | 000              |
|  |                    |                    |                 |  |  | JPN Kento Masaki  | JPN Kento Masaki  | 0100             |
|  |                    |                    |                 |  |  |                   |                   |                  |
|  |                    |                    |                 |  |  |                   |                   |                  |
|  |                    |                    |                 |  |  |                   |                   |                  |
|  |                    |                    |                 |  |  |                   |                   |                  |

### Finais
|  | Semifinal                       | Semifinal                       | Semifinal        |                  |               | Final         | Final | Final |  |
|  |                                 |                                 |                  |                  |               |               |       |       |  |
|  | BRA Wilians Silva               | BRA Wilians Silva               | 000              |                  |               |               |       |       |  |
|  | BRA Wilians Silva               | BRA Wilians Silva               | 000              |                  |               |               |       |       |  |
|  | CHN Wang Song                   | CHN Wang Song                   | 020              |                  |               |               |       |       |  |
|  | CHN Wang Song                   | CHN Wang Song                   | 020              |                  | CHN Wang Song | CHN Wang Song | 000   |       |  |
|  |                                 |                                 |                  |                  | CHN Wang Song | CHN Wang Song | 000   |       |  |
|  |                                 |                                 | JPN Kento Masaki | JPN Kento Masaki | 100           |               |       |       |  |
|  | CUB Yangaliny Jimenez Dominguez | CUB Yangaliny Jimenez Dominguez | JPN Kento Masaki | JPN Kento Masaki | 100           | 0011          |       |       |  |
|  | CUB Yangaliny Jimenez Dominguez | CUB Yangaliny Jimenez Dominguez |                  |                  |               |               |       |       |  |
|  | JPN Kento Masaki                | JPN Kento Masaki                | 0112             |                  |               |               |       |       |  |

### Repescagem
|  | Eliminatória         | Eliminatória         | Eliminatória |  |  | Repescagem        | Repescagem                      | Repescagem                      |      |                  | Medalha de Bronze | Medalha de Bronze | Medalha de Bronze |
|  |                      |                      |              |  |  |                   |                                 |                                 |      |                  |                   |                   |                   |
|  | HUN Gabor Papp       | HUN Gabor Papp       | 0001         |  |  |                   |                                 |                                 |      |                  |                   |                   |                   |
|  | IRI Hamzeh Nadri     | IRI Hamzeh Nadri     | 001          |  |  | IRI Hamzeh Nadri  | IRI Hamzeh Nadri                | 0100                            |      |                  |                   |                   |                   |
|  | KOR Jung-Min Park    | KOR Jung-Min Park    | 020          |  |  | KOR Jung-Min Park | KOR Jung-Min Park               | 0004                            |      |                  |                   |                   |                   |
|  | VEN Williams Montero | VEN Williams Montero | 000          |  |  |                   |                                 |                                 |      | IRI Hamzeh Nadri | IRI Hamzeh Nadri  | 0003              |                   |
|  |                      |                      |              |  |  |                   | CUB Yangaliny Jimenez Dominguez | CUB Yangaliny Jimenez Dominguez | 0101 |                  |                   |                   |                   |
|  |                      |                      |              |  |  |                   |                                 |                                 |      |                  |                   |                   |                   |
|  |                      |                      |              |  |  |                   |                                 |                                 |      |                  |                   |                   |                   |
|  |                      |                      |              |  |  |                   |                                 |                                 |      |                  |                   |                   |                   |
|  |                      |                      |              |  |  |                   |                                 |                                 |      |                  |                   |                   |                   |
|  |                      |                      |              |  |  |                   |                                 |                                 |      |                  |                   |                   |                   |

|  | Repescagem        | Repescagem        | Repescagem |  |  | Medalha de Bronze | Medalha de Bronze | Medalha de Bronze |
|  |                   |                   |            |  |  |                   |                   |                   |
|  | CAN Tony Walby    | CAN Tony Walby    | 0001       |  |  |                   |                   |                   |
|  | AZE Ilham Zakiyev | AZE Ilham Zakiyev | 100        |  |  | AZE Ilham Zakiyev | AZE Ilham Zakiyev | 0201              |
|  |                   |                   |            |  |  | BRA Wilians Silva | BRA Wilians Silva | 000               |
|  |                   |                   |            |  |  |                   |                   |                   |
|  |                   |                   |            |  |  |                   |                   |                   |
|  |                   |                   |            |  |  |                   |                   |                   |
|  |                   |                   |            |  |  |                   |                   |                   |